# CADUCEUS
CADUCEUS foi um sistema especialista médico para diagnose de medicina interna. Foi terminado em meados dos anos 1980 (primeiramente começou na década de 1970- mas levou muito tempo para construir a Base de Conhecimento) por Harry Pople (da Universidade de Pittsburgh), com base nos anos de entrevistas de Pople com o Dr. Jack Meyers, um dos principais diagnosticadores na área de medicina interna e um professor da Universidade de Pittsburgh.
Sua motivação foi a intenção de melhorar o MYCIN - que focava sobre bacterias infecciosas do sangue - de se concentrar em questões mais abrangentes do que um campo estreito como o do envenenamento do sangue (embora fosse fazê-lo de forma similar); em vez disso abrangendo toda a medicina interna. CADUCEUS, eventualmente, poderia diagnosticar até 1000 doenças diferentes.
Enquanto o CADUCEUS trabalhava usando um motor de inferência semelhante ao MYCIN, ele tinha uma série de mudanças (como a incorporação de raciocínio abdutivo) para lidar com a complexidade adicional de medicina-interna - poderia haver uma série de doenças em simultâneo, e os dados eram escassos e geralmente falhos. O INTERNIST/CADUCEUS usava um grafo acíclico direcionado que representava as relações de causalidade entre variáveis.
O CADUCEUS tem sido descrito como o sistema especialista "de maior conhecimento intensivo existente".